# Eustrotia fuscicilia
Eustrotia fuscicilia là một loài bướm đêm trong họ Noctuidae.